# George William von Simpson
George William von Simpson (* 14. Juni 1820 in Plicken, Preußisch Litauen; † 13. September 1886 auf Gut Georgenburg bei Insterburg) war ein deutscher Rittergutsbesitzer und Reichstagsabgeordneter.

## Leben
Simpson war der Sohn von Wilhelm Simpson d. Ä. (1788–1858). Dieser stammte aus einer Memeler Kaufmannsfamilie und hatte 1828 Gut Georgenburg erworben. Er war Mitglied des Provinziallandtags der Provinz Preußen gewesen und 1840 als William von Simpson in den preußischen Adel erhoben worden.
Simpson besuchte die Königliche Litthauische Provinzialschule in Tilsit. Nach dem Abitur studierte er an der neuen Berliner Universität. Durch Reisen nach Belgien, Frankreich und England vertiefte er seine Kenntnisse in der Landwirtschaft und besonders in der Pferdezucht, die er auf seinem Rittergut in Georgenburg anwendete. Er war Vorsitzender des Verwaltungsrats der Tilsit-Insterburger Eisenbahn-Gesellschaft, Mitglied des Verwaltungsrats der Ostpreußischen Südbahn. Mitglied des Verwaltungsrats der Preußischen Boden-Kredit-Aktien-Gesellschaft, Mitglied des Repräsentanten-Ausschusses des Union-Klubs, des großen Schiedsgerichts für Rennangelegenheiten. Im Deutsch-Französischen Krieg engagierte er sich in der Freiwilligen Krankenpflege.

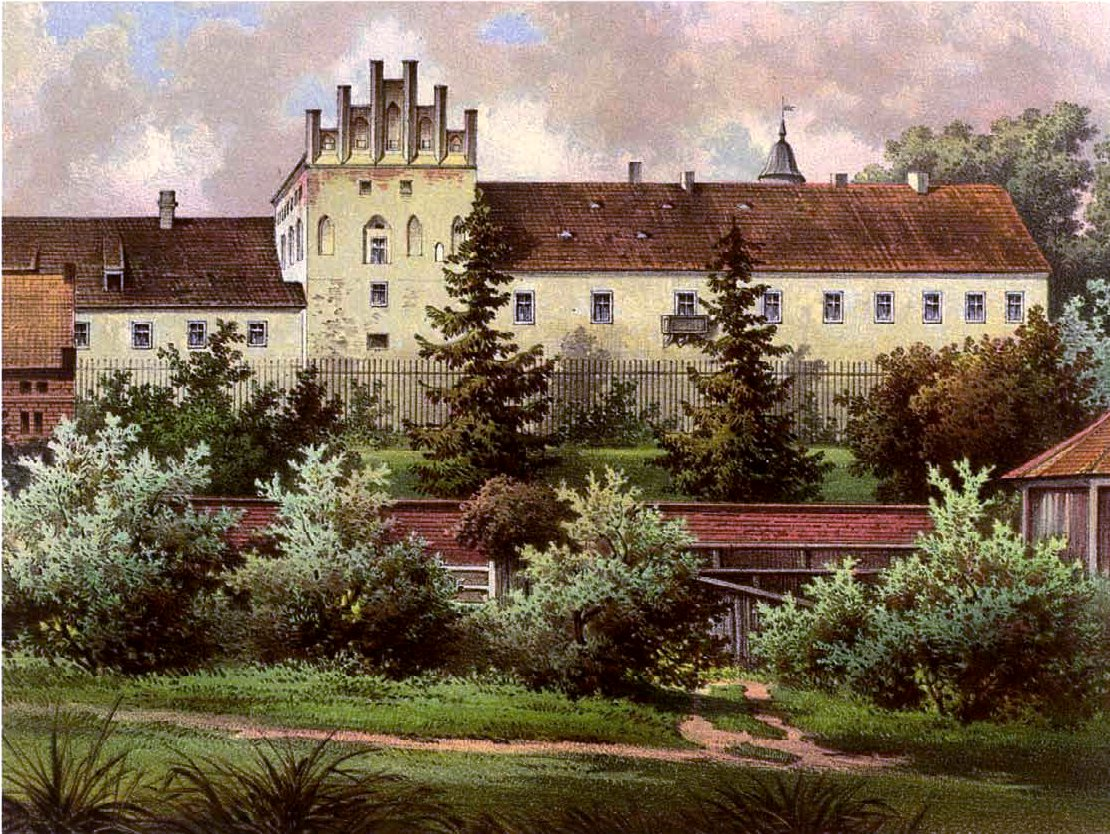
Schloss Georgenburg um 1860, Sammlung Alexander Duncker

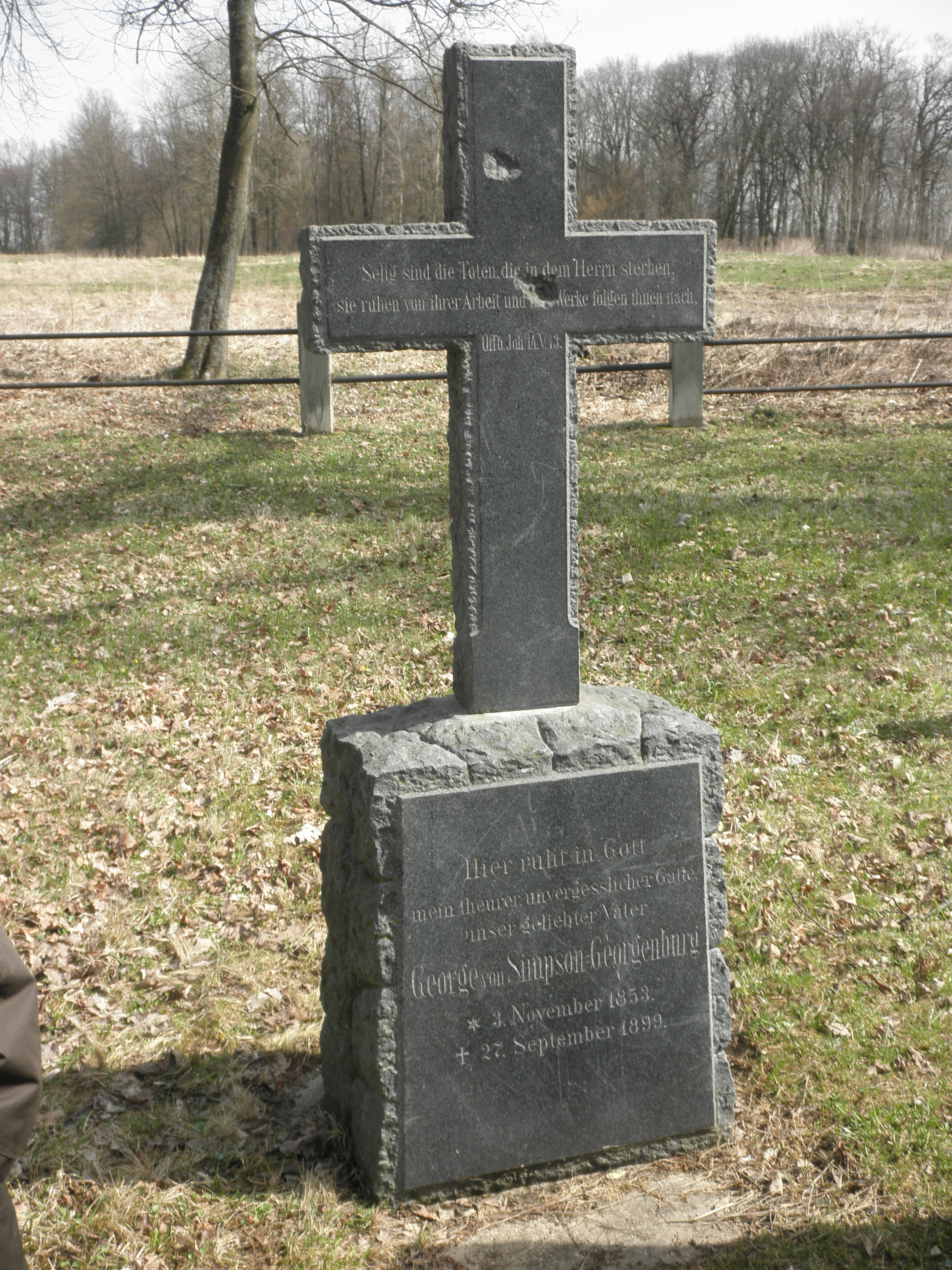
Grab von George W. von Simpson in Georgenburg (2013)

1876 wurde Simpson in das Preußische Herrenhaus berufen. Für die Konservative Partei (Preußen) vertrat er 1867–1874 und 1878–1881 den Reichstagswahlkreis Regierungsbezirk Gumbinnen 6 im Reichstag (Norddeutscher Bund) bzw. im  Reichstag (Deutsches Kaiserreich).
Simpson wurde in Georgenburg (heute in der Oblast Kaliningrad) beigesetzt. Auf dem Ortsfriedhof findet sich noch (oder wieder) sein Grabdenkmal (2012), mit Spuren von Einschüssen.